# Bolitoglossa lignicolor
Bolitoglossa lignicolor is een salamander uit de familie longloze salamanders (Plethodontidae). De soort werd voor het eerst wetenschappelijk beschreven door Wilhelm Peters in 1873. Oorspronkelijk werd de wetenschappelijke naam Spelerpes (Oedipus) lignicolor gebruikt.

## Uiterlijke kenmerken
Bolitoglossa lignicolor bereikt een maximale lichaamslengte van circa 70 millimeter met een gemiddelde van 54 mm bij mannelijke salamanders en 46 mm bij vrouwelijke dieren.

## Verspreiding en habitat
De salamander komt voor in delen van Midden-Amerika en leeft in de landen Costa Rica en Panama. Bolitoglossa lignicolor is een ongewone tot algemene soort in de Pacifische laaglandregenwouden tot 880 meter hoogte boven zeeniveau van zuidwestelijk Costa Rica en westelijk Panama. Het verspreidingsgebied in Costa Rica loopt van Nationaal park Manuel Antonio naar het schiereiland Osa en de regio Golfo Dulce. In dit gebied komt Bolitoglossa lignicolor samen voor met Bolitoglossa colonnea, een algemene salamandersoort uit de laaglandgebieden van Costa Rica en Panama. In Panama leeft Bolitoglossa lignicolor in de provincie Chiriquí, Ngöbe-Buglé, het schiereiland Azuero en het eiland Coiba.